# بروس دیکسون
بروس دیکسون (انگلیسی: Bruce Dickson؛ زادهٔ ۲۲ آوریل ۱۹۳۱) بازیکن هاکی روی یخ اهل کانادا است.